# Pałac Placentii

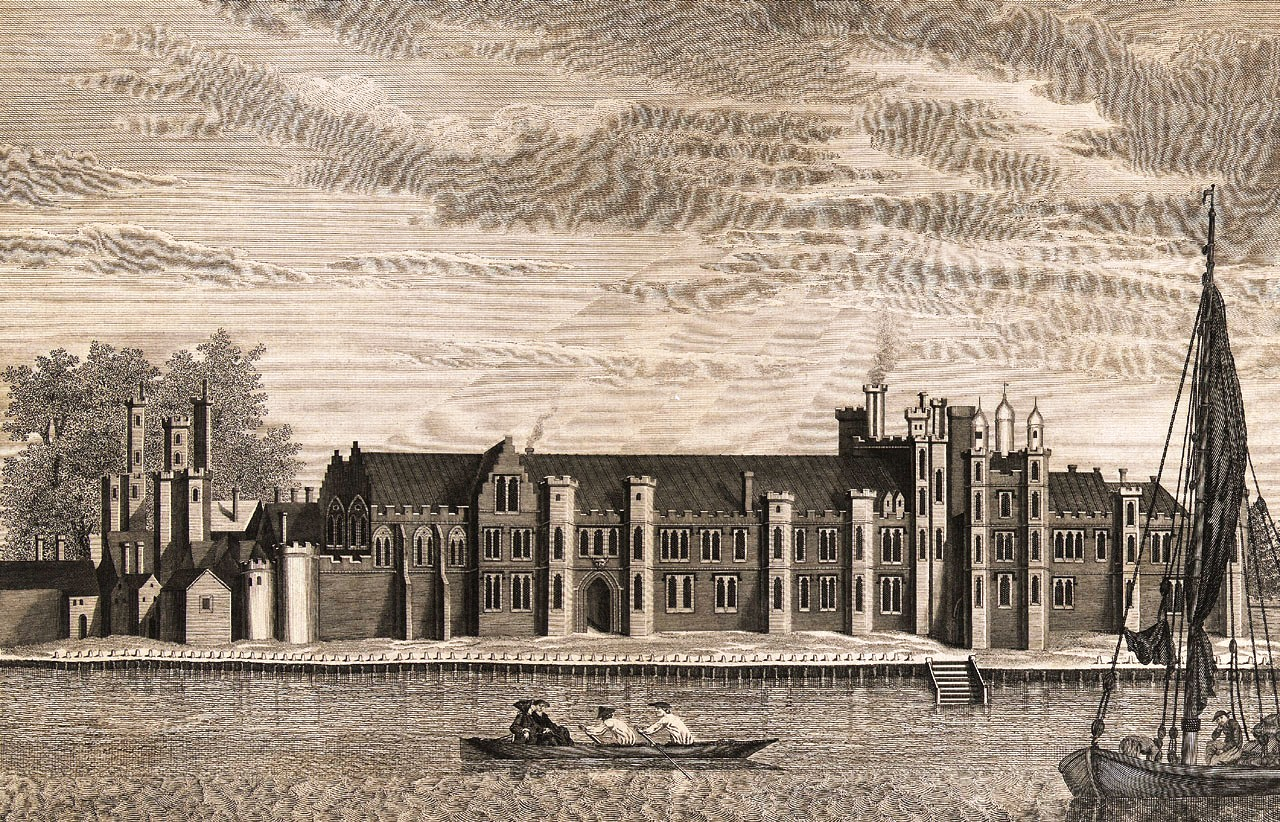
XVIII-wieczny rysunek przedstawiający pałac

Pałac Placentii (ang. Palace of Placentia) – królewska rezydencja istniejąca w londyńskiej dzielnicy Greenwich od XV do XVII wieku.
Pałac został wzniesiony w 1428 na polecenie księcia Gloucester, sprawującego wówczas władzę regencką w imieniu małoletniego króla Henryka VI. Początkowo nosił nazwę Bella Court. Książę zachował pałac także po oddaniu władzy w ręce króla i mieszkał tam do 1447, kiedy to popadł w niełaskę małżonki monarchy – królowej Małgorzaty – i w efekcie został aresztowany pod zarzutem zdrady, a następnie osadzony w więzieniu, z którego nigdy już nie wyszedł. Królowa przejęła siedzibę aresztowanego i przemianowała ją na Pałac Placentii. Przez kolejnych dwieście lat była to jedna z głównych rezydencji królewskich. W 1491 był miejscem narodzin króla Henryka VIII. Później urodziły się tu również jego córki, królowe Maria I i Elżbieta I.
Po wybudowaniu po sąsiedzku Queen’s House pałac zaczął tracić na znaczeniu. W czasie wojny domowej uległ poważnym zniszczeniom, z których, mimo podjęcia pewnych prób odbudowy, nigdy już nie wyszedł. Ostatecznie pod koniec XVII wieku pałac rozebrano, a w jego miejscu wybudowano istniejący do dziś kompleks gmachów dla nowo powstałego szpitala (obecnie budynki te znane są jako Królewskie Kolegium Morskie). Dziś mieszczą się tam dwie uczelnie wyższe.